# Watson-Nunatak
Der Watson-Nunatak ist ein 1170 m hoher Nunatak im ostantarktischen Mac-Robertson-Land. Er ragt in den Framnes Mountains zwischen dem Price-Nunatak und dem Van-Hulssen-Nunatak auf.
Norwegische Kartografen kartierten ihn anhand von Luftaufnahmen, die bei der Lars-Christensen-Expedition 1936/37 entstanden. Das Antarctic Names Committee of Australia (ANCA) benannte ihn nach Keith Douglas Watson (1935–1995), Dieselmotormechaniker auf der Mawson-Station, der 1965 einer Mannschaft zur Erkundung der Framnes Mountains im Rahmen der Australian National Antarctic Research Expeditions assistierte.